# Pico Rivera
Pico Rivera ist eine US-amerikanische Stadt im Los Angeles County im US-Bundesstaat Kalifornien. Das U.S. Census Bureau hat bei der Volkszählung 2020 eine Einwohnerzahl von 62.088 ermittelt.